# 一畑駅
一畑駅（いちばたえき）は、かつて島根県平田市（現・出雲市）小境町にあった一畑電気鉄道（現・一畑電車）北松江線の駅（廃駅）である。

## 歴史
1915年（大正4年）の北松江線延伸に伴い、「目のお薬師様」として知られている一畑寺（一畑薬師）の最寄り駅として設置された。終着駅でもあった。1928年（昭和3年）の延長にともない、全体から見ると終着駅というよりは、いわゆる盲腸線の端のような位置となった。
その後、太平洋戦争末期の1944年（昭和19年）に一畑口駅 - 当駅間 (3.3 km) が不要不急路線として鉄材（レールなど）が供出されたため営業休止となり、1960年（昭和35年）に正式に廃止された。当駅廃止後は、隣駅である一畑口駅が一畑寺（一畑薬師）の最寄り駅となっている。

### 年表
- 1915年（大正4年）2月4日：一畑軽便鉄道の雲州平田 - 当駅間延伸開業に伴い終着駅として開業[3]。
- 1925年（大正14年）7月10日：一畑電気鉄道に改称。同社の駅となる。
- 1944年（昭和19年）12月10日：小境灘（現・一畑口） - 当駅間休止に伴い営業休止。
- 1960年（昭和35年）4月26日：一畑口 - 当駅間廃止に伴い廃止。

## 駅構造
単式ホーム1面1線および側線がある地上駅であった。

## 駅周辺
当駅があった周辺は「一畑駅前」という地名になっている。
- 島根県道23号斐川一畑大社線
- 小境川
- 一畑寺（一畑薬師）

## 廃止後の現状
当駅および路盤跡は整備されて一畑自動車道となり、その後は島根県道23号斐川一畑大社線になっている。

## その他
- 一畑電気鉄道の100周年記念として2012年（平成24年）4月6日に販売された切手には、一畑軽便鉄道時代の当駅の図柄が含まれていた[4]。

## 隣の駅
一畑電気鉄道
北松江線
一畑口駅 - 一畑駅